# 月串駅
月串駅（ウォルゴッえき）は、大韓民国京畿道始興市月串洞にある、韓国鉄道公社（KORAIL）水仁・盆唐線の駅。駅番号は「K260」。
京江線が当駅に接続する計画がある。

## 歴史
- 2012年6月30日 - 水仁線再開業により開業[1]。
- 2020年9月12日 - 盆唐線との直通運転に伴い当駅は水仁・盆唐線の駅となる。また、駅番号がK252からK260に変更。

## 駅構造

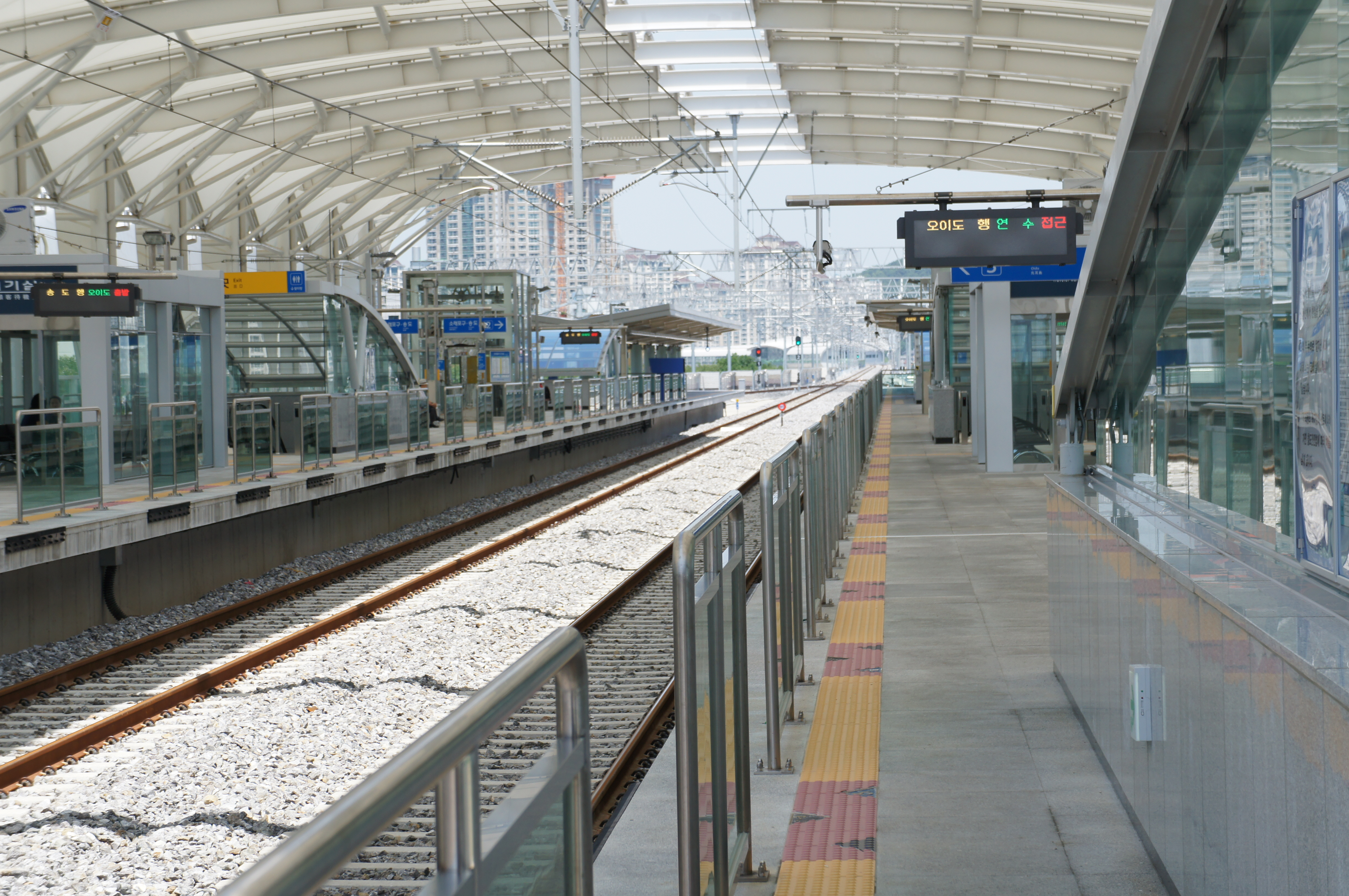
ホーム（2012年撮影）

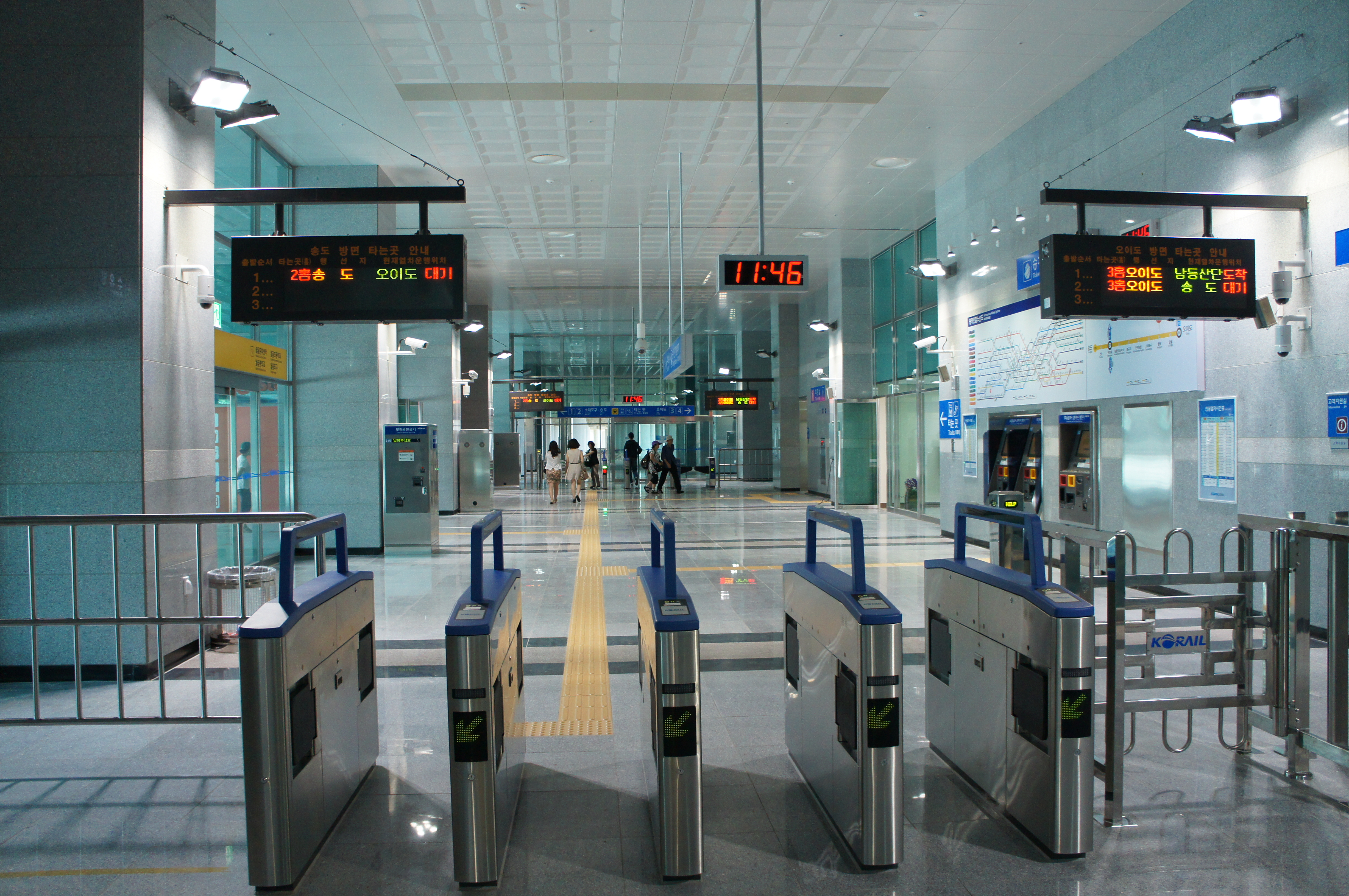
改札口（2012年撮影）

島式ホーム2面4線の高架駅であるが、内側2線のみ使用している。外側2線は将来的には京江線が使用する予定であるが、現状は首都圏電鉄4号線の折り返し線路となっており旅客用としては使われていない。

### のりば
| 1 | 首都圏電鉄4号線車両の折り返し専用（将来は京江線使用予定） | 首都圏電鉄4号線車両の折り返し専用（将来は京江線使用予定） |
| 2 | 水仁・盆唐線                                              | 蘇萊浦口・松島・仁川方面                                  |
| 3 | 水仁・盆唐線                                              | 烏耳島・水原・往十里方面                                  |
| 4 | 首都圏電鉄4号線車両の折り返し専用（将来は京江線使用予定） | 首都圏電鉄4号線車両の折り返し専用（将来は京江線使用予定） |

## 利用状況
近年の一日平均乗車人員推移は下記の通り。
なお、2012年は開業日の6月30日から12月31日までの185日間を基準にしたものである。
| 路線         | 路線     | 2010年 | 2011年 | 2012年 | 2013年 | 2014年 | 2015年 | 2016年 | 2017年 | 2018年 | 2019年 | 出典  |
| ------------ | -------- | ------ | ------ | ------ | ------ | ------ | ------ | ------ | ------ | ------ | ------ | ----- |
| 水仁・盆唐線 | 乗車人員 | 未開業 | 未開業 | 1,508  | 1,924  | 2,282  | 2,370  | 2,652  | 2,783  | 2,641  | 2,592  | [ 2 ] |
| 水仁・盆唐線 | 降車人員 | 未開業 | 未開業 | 1,365  | 1,705  | 2,075  | 2,197  | 2,461  | 2,606  | 2,488  | 2,437  | [ 2 ] |
| 路線         | 路線     | 2020年 |        |        |        |        |        |        |        |        |        |       |
| 水仁・盆唐線 | 乗車人員 | 1,935  |        |        |        |        |        |        |        |        |        |       |
| 水仁・盆唐線 | 降車人員 | 1,826  |        |        |        |        |        |        |        |        |        |       |

## 駅周辺
- 月串初等学校（朝鮮語版）
- 月串中学校（朝鮮語版）
- マリンワールド

## 隣の駅
韓国鉄道公社
 水仁・盆唐線
急行
通過
緩行
達月駅 (K259) - 月串駅 (K260) - 蘇萊浦口駅 (K261)